# MzIdentML
mzIdentML ist ein XML-basiertes Dateiformat in der Massenspektrometrie basierten Proteomik, um identifizierte Peptide oder Proteine abzuspeichern. Die zahlreichen Hersteller-spezifischen Formate wurden zum Problem, da die Qualitätsmetriken nur bedingt vergleichbar waren. Die zu Grunde liegenden Massenspektren werden dabei lediglich referenziert und werden vom Standard nicht erfasst, da es mit mzML einen bereits existierenden Standard der Initiative gibt, dessen kontrolliertes Vokabular verwendet wird. Zudem sollten auch alternative Formate erlaubt sein. Suchmaschinen verlangen in der Regel, Spektren und mzIdentML gleichzeitig hochzuladen. Den Sequenzierungsergebnissen liegt oftmals eine gewisse technologisch bedingte Mehrdeutigkeit zu Grunde, die von dem Format bedacht und entsprechend annotiert wird.
Mit Version 1.2 wurden Bewertungen im Kontext der Lokalisierung von Peptidmodifikationen, Statistiken auf Peptidebene, die Identifizierung von vernetzten Peptiden und Unterstützung für Proteogenomik-Ansätze. Es gibt jetzt eine verbesserte Unterstützung für die Codierung der De-Novo-Peptidsequenzierung, Suche in Spektrenbibliotheken und die Proteininferenz. Mit Version 1.3 wurde Unterstützung für cleavable crosslinkers, intern verknüpfte Peptide, nicht kovalent assoziierte Peptide eingeführt sowie für die Codierung von Scores und die entsprechenden Schwellenwerte verbessert.
Zur Unterstützung der Annahme des Standards wurden zahlreiche gemeinfreie Softwarewerkzeuge veröffentlicht. Zudem existierte eine Programmierschnittstelle für Java und Python und R. Das Softwarepaket OpenMS bietet integrierte Unterstützung an. Die ProteoWizard Programmbibliotheken unterstützen dies ebenfalls.